# Takamanohara
Takama-no-hara (jap. 高天原; wörtlich: Ebene des Hohen Himmels; auch Ama-no-hara, Ama-tsu-kuni, Takahama-hara, Takama-ga-hara oder Takama-hara gelesen) ist im Shintō der Geburts- und Wohnort der Himmlischen Kami (ama-tsu-kami), von dem aus auch die Schöpfung der Welt ihren Lauf nahm und Himmel und Erde sich voneinander trennten. Karl Florenz übersetzt Takama-no-hara mit „Himmlische Gefilde“ bzw. „Gefilde des Hohen Himmels“.
Weiter merkt Florenz an, dass damit das blaue Himmelsgewölbe gemeint sei. Der „Ruhige Fluss des Himmels“ (天安河, Ame-no-yasu-kawa), der Takama-no-hara durchquert und dessen Bett mit Steingeröll erfüllt ist, auf dem die Kami ihre Sitze haben, sei somit die Milchstraße.
Takama-no-hara ist durch die „Schwebende Brücke des Himmels“ (Ama-no-Uki-hashi) verbunden mit Ashihara-no-naka-tsu-kuni, der wirklichen Welt der Sterblichen, wo auch die Irdischen Kami (kuni-tsu-kami) leben (Japan; Florenz vergleicht diese Brücke mit Bifröst und erwähnt eine alte Überlieferung aus dem Tango-Fudoki, nach der das reale Gegenstück die Landzunge Ama-no-Hashi-date („Himmelstandleiter“) in der Provinz Tango sein soll, von Izanagi errichtet um von dort nach Takama-no-hara zu kommen und umgefallen, als er schlief). Als Antithese zu Takama-no-hara gilt Yomi, das Land der Toten, aus dem das Böse, das Unglück und die Zerstörungen kommen.
Als Repräsentantin der Einheit von Takama-no-hara gilt Amaterasu.
Viele Erzählungen aus der japanischen Mythologie oder dem Volksglauben berichten auch von Sterblichen, die auf irgendeinem Wege nach Takama-no-hara reisten und dort blieben.
In der Mystik des Shintō heißt es ebenfalls, dass die Seelen (tama) der Verstorbenen wieder dorthin zurückkehren, um bei den Seelen der Ahnen zu sein. Einige meinen, die Dauer des Weges richte sich nach der Reinheit der Seele: Unreine Seelen können Jahre brauchen, um in Takama-no-hara anzukommen, während völlig unschuldige Seelen unverzüglich eintreffen. Andere gehen von einer festen Zeit von einem Jahr aus.